# James Dunlop
James Dunlop (Dalry, Schotland, 31 oktober 1793 - Boora Boora, Australië, 22 september 1848) was een Schots astronoom, die later in Australië werkzaam was. 
Dunlop, die eerst in een fabriek werkte, bouwde in 1810 een telescoop. Nadat hij in 1820 met Thomas Brisbane in contact was gekomen nam zijn interesse in astronomie toe. In 1821 werd hij assistent van Karl Rümker aan het nieuwe observatorium van Parramatta te New South Wales. 
Tussen 1827 en 1831 werkte hij op het privé-observatorium van Brisbane te Roxburgh, Schotland. In 1831 werd hij directeur van het observatorium van Parramatta, wat hij tot 1847 zou blijven. 
In 1826 publiceerde hij een catalogus met objecten die hij tussen juni 1823 en februari 1826 had geobserveerd. Hij deed in deze periode 40.000 waarnemingen en beschreef 7385 sterren, waarvan 166 dubbelsterren, met referenties naar verscheidene heldere objecten nabij de helderste sterren van zijn lijst. In 1828 gaf hij A Catalogue of Nebulae and Clusters of Stars in the Southern Hemisphere observed in New South Wales uit, die 629 nevelige objecten documenteerde.
Voor zijn werk kreeg hij in 1828 de Gouden medaille van de Royal Astronomical Society. 